# روبرتو دي جيسوس ماتشادو
روبرتو دي جيسوس ماتشادو هو لاعب كرة قدم برازيلي في مركز الدفاع، ولد في 1990 في لاغارتو في البرازيل. لعب مع نادي ماريتيمو.

## وصلات خارجية
- روبرتو دي جيسوس ماتشادو على موقع قاعدة بيانات كرة القدم.إي يو (الإنجليزية)
- روبرتو دي جيسوس ماتشادو على موقع Soccerway.com (الإنجليزية)